# Telescopio Zeiss di Merate
Il telescopio Zeiss dell'osservatorio astronomico di Merate, sede operativa dell'osservatorio astronomico di Brera, è un telescopio riflettore di un metro di apertura, costruito nel 1926 dalla ditta Zeiss di Jena. All'epoca dell'installazione era il più grande telescopio d'Italia e uno dei maggiori europei.
Dall'autunno del 2003 è utilizzato per un programma continuativo a lungo termine di osservazione di stelle doppie visuali strette, con la tecnica della speckle interferometria.

## Storia

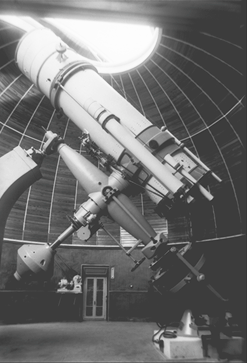
Il telescopio Zeiss nel 1926

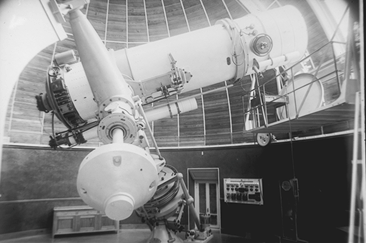
Altra immagine d'insieme dello strumento nel 1926

L'Osservatorio Astronomico di Merate nacque nei primi anni venti come sede osservativa distaccata dello storico osservatorio milanese di Brera. Il primo telescopio installato nella nuova sede fu il riflettore di un metro di apertura che da molti anni il direttore Emilio Bianchi aveva cercato di procurare all'astronomia italiana per consentirle di competere a livello internazionale nel campo osservativo e nella ricerca delle parallassi spettroscopiche, senza successo per colpa delle scarse risorse finanziarie disponibili e del costo proibitivo di tale strumento.
Già agli inizi del 1922 egli s'era interessato presso la Zeiss per il preventivo di un raffinato telescopio di un metro a doppio fuoco, Newton e Cassegrain, poggiato su montatura equatoriale inglese a due supporti, ma il costo eccedeva di gran lunga le disponibilità pecuniarie. Il dicembre dello stesso anno, tuttavia, grazie all'intercessione del primo ministro Mussolini e del senatore Luigi Mangiagalli il telescopio venne assegnato all'Italia in conto riparazioni danni di guerra. L'inaspettato epilogo aprì le porte all'arrivo dello strumento alla specola di Merate, senza alcun esborso da parte italiana.
Doveva consegnarsi entro il 1924 ma la costruzione alla Zeiss era proceduta a rilento e una visita dello stesso Bianchi presso la fabbrica di Jena nell'aprile del 1925 evidenziò l'arretratezza del lavoro rispetto ai tempi previsti. Il telescopio giunse a Merate il 21 luglio del 1926 in trentotto grandi casse di legno. Il montaggio iniziò il giorno 26 sotto la direzione tecnica di Paul Rudolph, capo tecnico Zeiss, e con la supervisione di Emilio Bianchi.
Per tutelare ciò che oggi chiameremmo segreto industriale la Zeiss, nella persona di Rudolph, esigette l'assenza in cupola durante il montaggio di personale italiano che avesse cognizioni di meccanica. I braccianti adibiti ai lavori di fatica furono quindi reclutati tra i contadini del circondario, mentre i tecnici vennero inviati dalla stessa Zeiss. Nonostante questo divieto il direttore Bianchi infiltrò tra la manovalanza un personaggio di sua fiducia, falegname presso la sede di Brera ma uomo di grande ingegno e acutezza mentale. È soprattutto grazie ai suoi resoconti quotidiani se oggi ci sono noti i dettagli tecnici del montaggio. Completano il quadro dei presenti Gino Giotti che a lavoro concluso si occupò dei necessari perfezionamenti che lo strumento richiese, e Leonida Martin.
Il montaggio delle parti sino a quel giorno arrivate a Merate nelle trentotto casse ebbe termine il 9 agosto. Mancavano ancora lo specchio principale, il complesso regolatore del moto orario, parte del sistema di focatura per la combinazione Cassegrain, il quadro elettrico e la meccanica dei movimenti fini dell'asse di declinazione che giunsero con ritardo nelle settimane successive. La sera del 20 settembre 1926 il telescopio fu rivolto verso il cielo per la prima volta, con un motore provvisorio per la focatura, e grande fu l'entusiasmo dei presenti alla sua prima luce. L'intero sistema poté dirsi però ultimato solo il 15 ottobre.

### Galleria d'immagini delle operazioni di montaggio

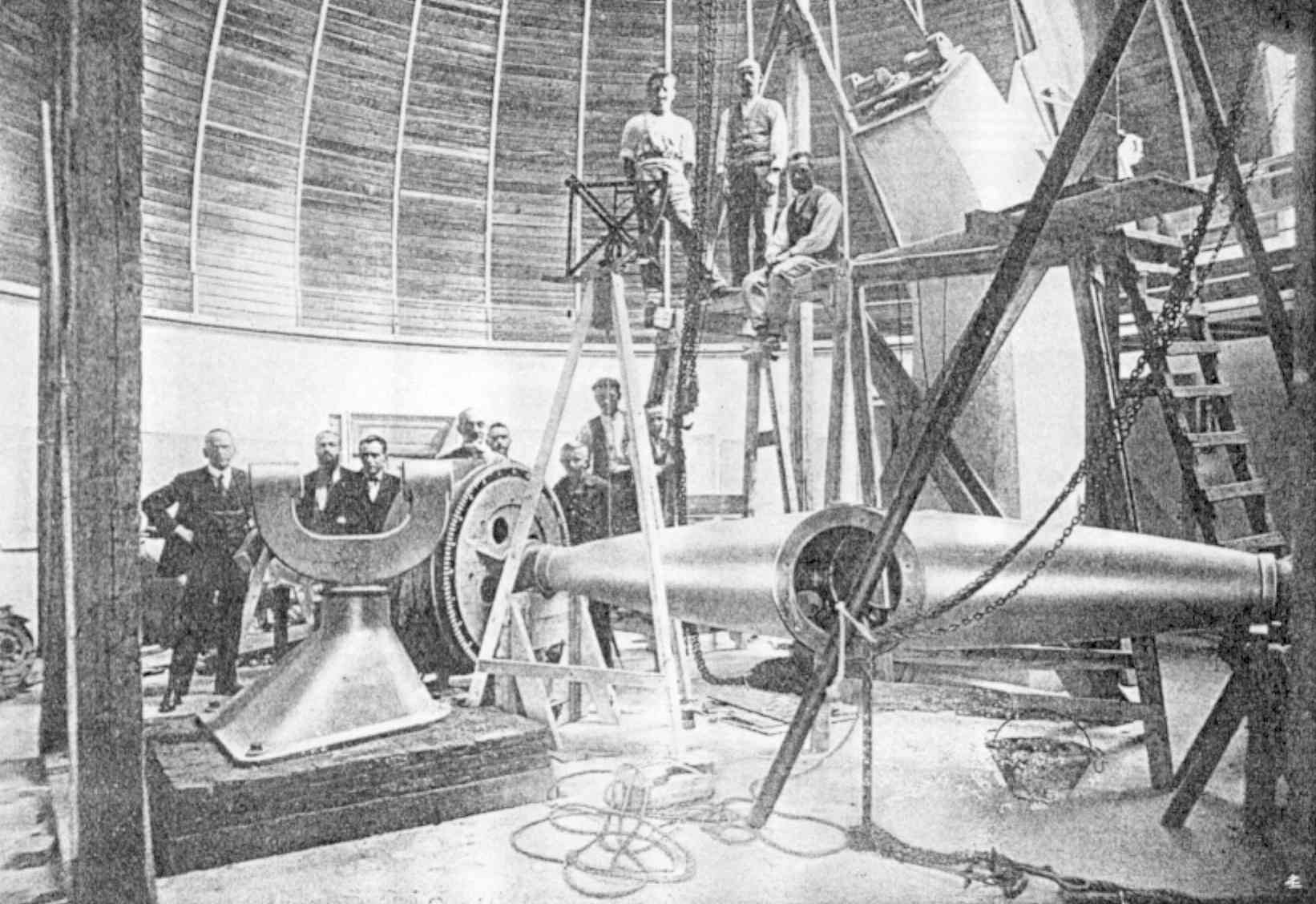
Montaggio dell'asse di ascensione retta. Si notano la forca di appoggio sul pilastro Sud e, sulla sommità del pilastro Nord, la tavola con le regolazioni micrometriche.
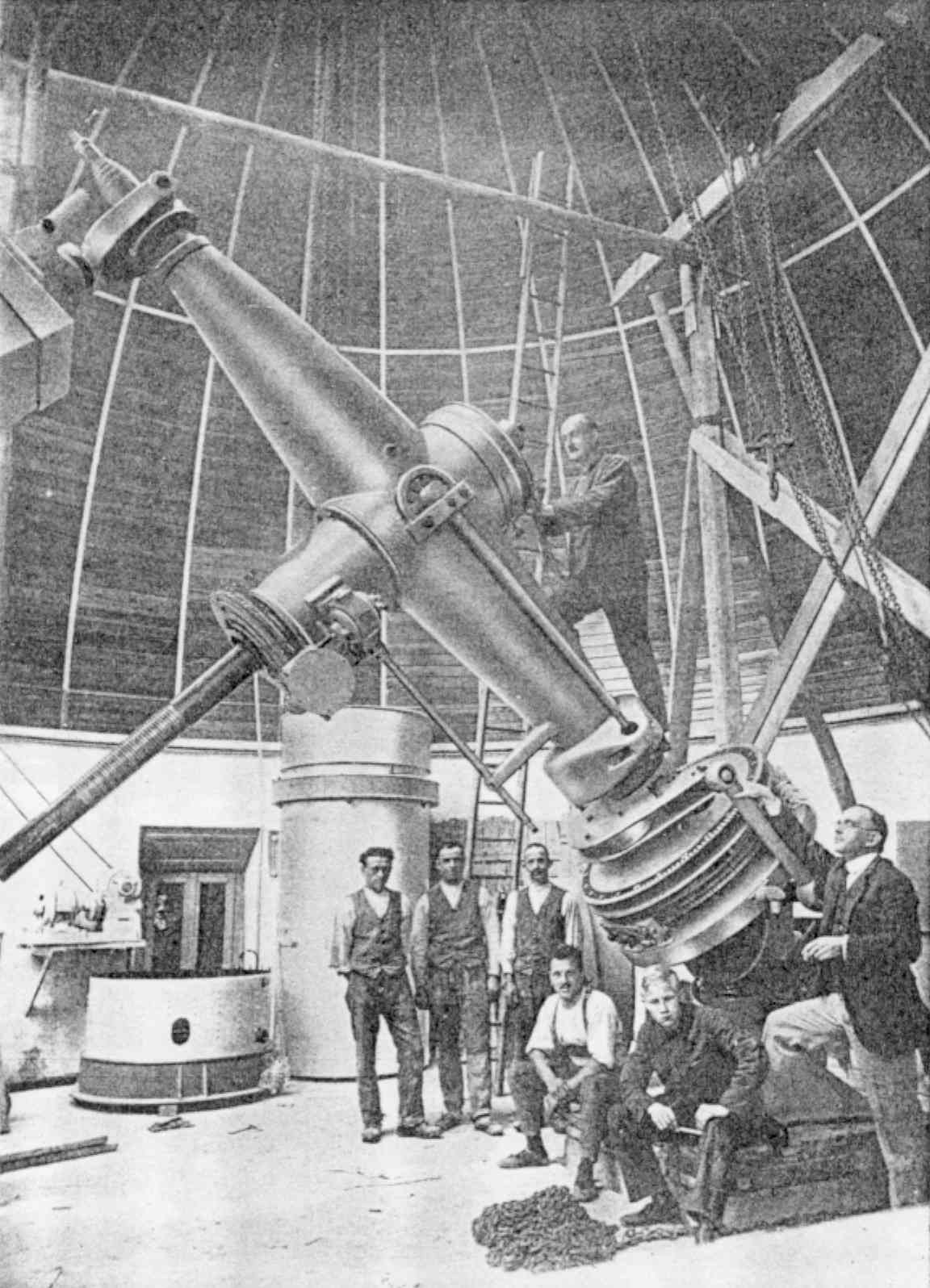
Montaggio dell'asse di declinazione. In piedi in fondo a destra è l'eccellenza Emilio Bianchi, direttore dell'osservatorio. Sullo sfondo il gruppo motore e riduttore per la rotazione della cupola.
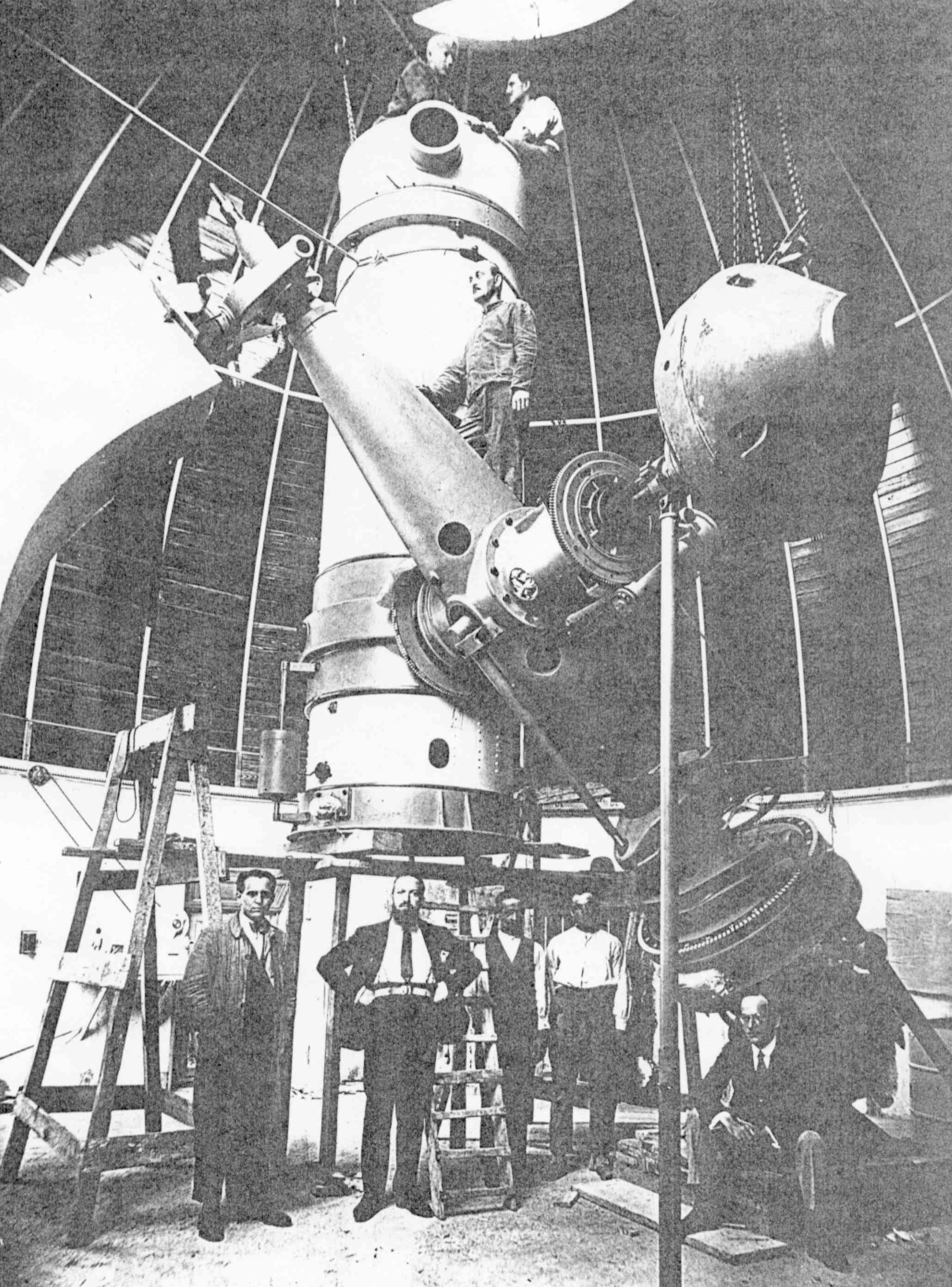
Montaggio del supporto dello specchio secondario. In piedi al centro P. Rudolph, seduto in basso a destra il direttore Emilio Bianchi.
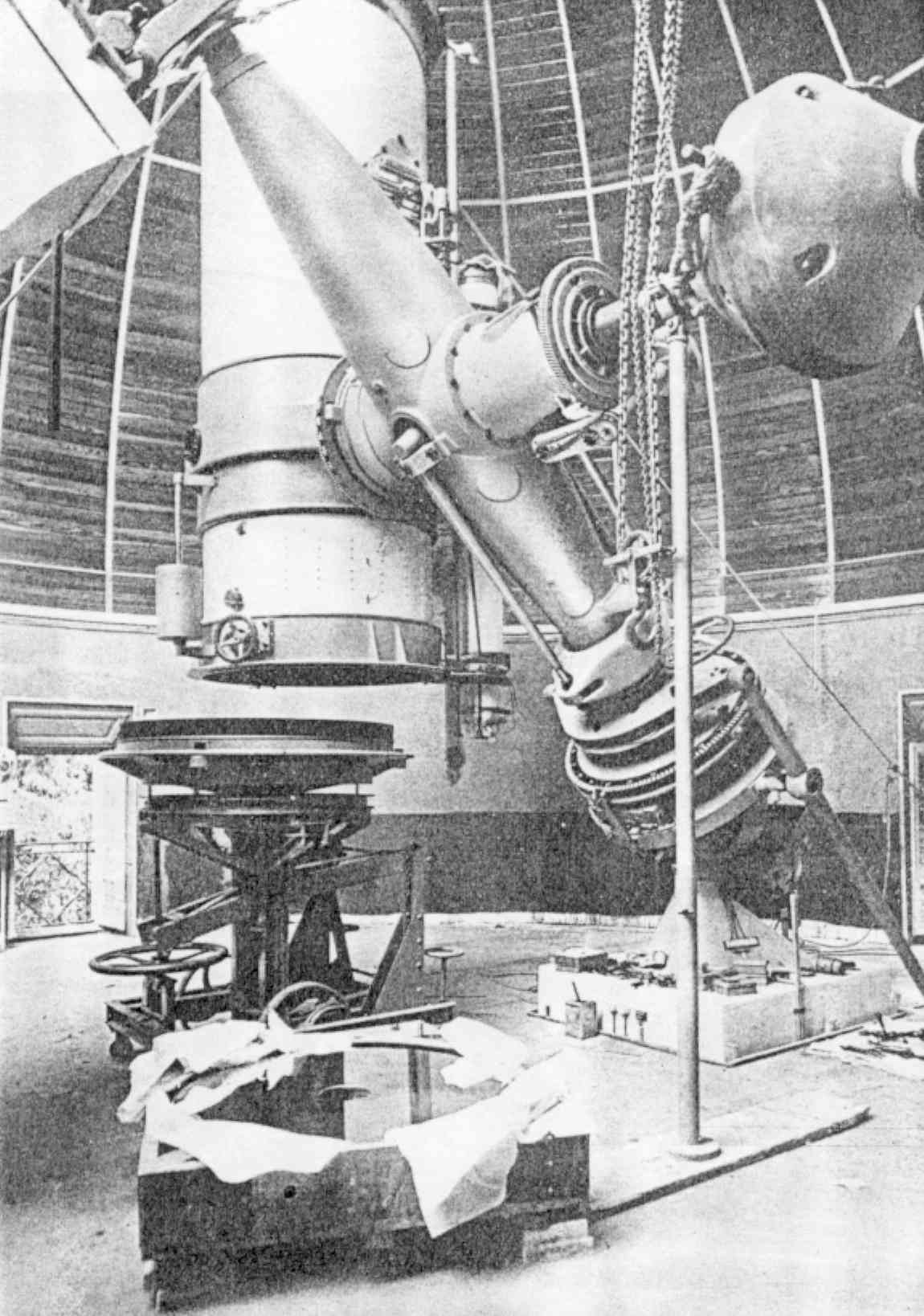
Montaggio della culatta e dello specchio principale. Si nota lo stativo che regge il contrappeso poiché il telescopio, ancora privo dello specchio, è alquanto sbilanciato.

## Impiego
Dopo il completamento del vasto catalogo di parallassi spettroscopiche lo strumento fu a lungo utilizzato per gli studi spettroscopici di fisica stellare. Successivamente fu dedicato alla fotometria di stelle variabili e in seguito alla polarimetria degli asteroidi. Negli anni novanta fu lasciato alla didattica serale per l'osservazione all'oculare dei principali oggetti celesti, in occasione delle frequenti visite organizzate per le scolaresche di ogni ordine e grado. Dal mese di novembre del 2003, dopo lunga e accurata manutenzione, è tornato nei ruoli della scienza ed è utilizzato ogni notte di buon seeing per la speckle interferometria delle stelle doppie visuali strette, nell'ambito di un programma osservativo internazionale.
Gli strumenti focali per questi studi, e cioè lo spettrografo, il fotometro, il polarimetro e la speckle camera PISCO, s'installano al solo fuoco Cassegrain. Gli oculari e il portalastre fotografico possono invece montarsi ad ambo i fuochi, tuttavia la configurazione ottica Newton per l'astrofotografia a largo campo operata con lastre 6x9 e per l'osservazione all'oculare degli oggetti estesi fu raramente usata.

## Descrizione
Lo strumento principale è del tipo a doppio fuoco, Newton e Cassegrain, adatto a lavori sia fotografici a largo campo sia spettrografici a lunga focale, installato su montatura inglese. La configurazione Newton ben si presta per il primo genere d'impiego mentre la Cassegrain è ideale per i lavori con lo spettrografo; la Cassegrain è inoltre adatta a sopportare apparecchiature focali di notevole peso, quali appunto lo spettrografo, grazie alla simmetria meccanica del sistema e ai contrappesi scorrevoli a vite che permettono di mantenere il tubo sempre perfettamente bilanciato rispetto ai tre assi: ottico, di ascensione retta e di declinazione.

### Basamento
Realizzato in cemento armato è interrato sino a fondare sulla roccia sottostante il terreno. La sua struttura è completamente disaccoppiata dalle fondamenta dell'edificio della cupola e dal pavimento della sala di osservazione, per scongiurare il propagarsi allo strumento di eventuali vibrazioni indotte dalle attività svolte in cupola.
Dal basamento si ergono i due pilastri che costituiscono gli appoggi del telescopio. La congiungente i loro centri giace nel piano del meridiano locale. Il pilastro Sud affiora di poco sopra il piano del pavimento della sala di osservazione, il pilastro Nord dalla caratteristica forma a collo d'oca s'innalza invece di circa 4 metri. Il piano sommitale del pilastro Nord è parallelo all'asse di rotazione terrestre per costruzione e reca una robusta piastra metallica micrometrica che permette la regolazione fine in azimut e in altezza dell'intera montatura per il perfetto stazionamento polare del telescopio.

### Montatura

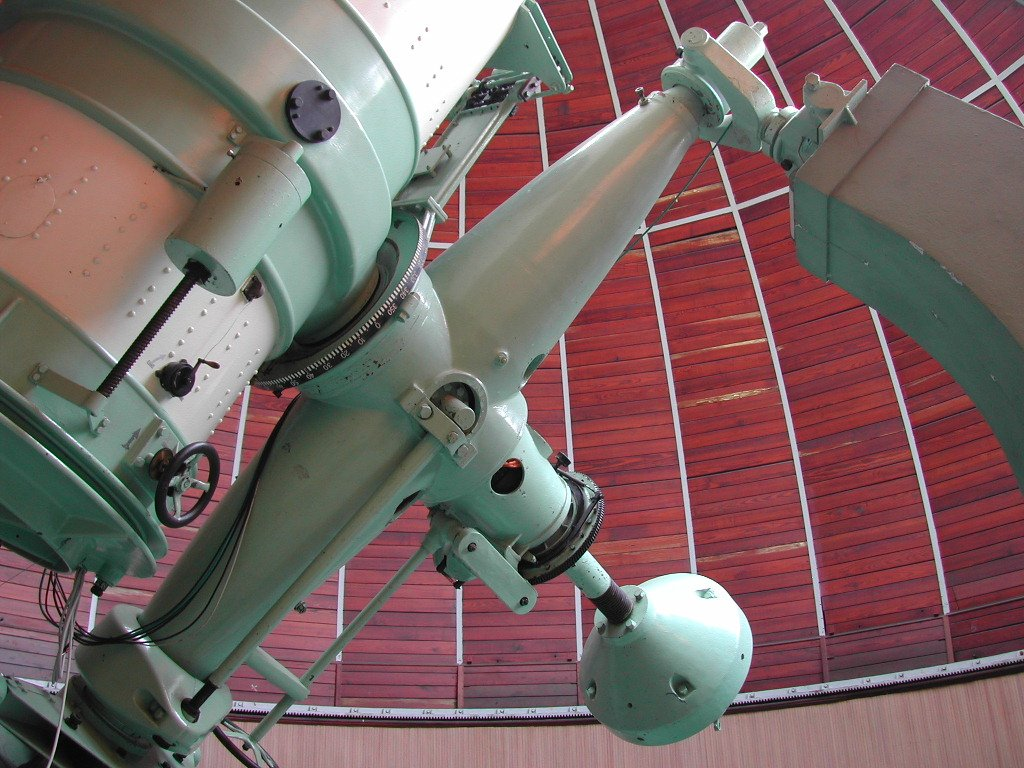
Assi equatoriali, si notano l'appoggio Nord dell'asse polare sul pilastro a collo d'oca e il contrappeso a un'estremità dell'asse di declinazione

È equatoriale di tipo inglese, in sostanza una tedesca a doppio appoggio, sulla falsariga del telescopio Plaskett da 1,80 metri di apertura del Dominion Astrophysical Observatory di Victoria, in Canada, che ispirò Emilio Bianchi nella scelta. Tra i vantaggi vi è la stabilità della struttura grazie al doppio appoggio e la possibilità di orientare il telescopio verso ogni zona della volta celeste, possibilità non comune nei grandi strumenti del passato. Tra gli svantaggi il bisogno di capovolgere il tubo e portarlo da banda meridiana opposta quando si voglia puntare zone del cielo verso il polo celeste, nel caso che fosse impedito nei movimenti dal pilastro Nord dell'appoggio, e la scomodità della postura osservativa al fuoco Newton che può innalzarsi di parecchi metri sul piano del pavimento.
Lo schema della montatura è piuttosto semplice: si tratta di una croce di cui un braccio è l'asse di ascensione retta, anche detto asse polare o asse orario, e l'altro braccio è l'asse di declinazione. Le due estremità dell'asse di ascensione retta poggiano sui due pilastri, costruiti acciocché esso risulti parallelo all'asse polare terrestre. A un'estremità dell'asse di declinazione, ortogonale all'asse polare nel suo punto mediano, è appeso il tubo del telescopio; all'estremità opposta è fissato il contrappeso che bilancia il tubo. Tuttavia l'implementazione Zeiss di questo semplice schema è di straordinaria complessità meccanica, al fine di garantire il perfetto bilanciamento del sistema e il costante alleggerimento del peso che grava sui cuscinetti degli assi quale che sia la posizione del telescopio.

#### Asse di ascensione retta

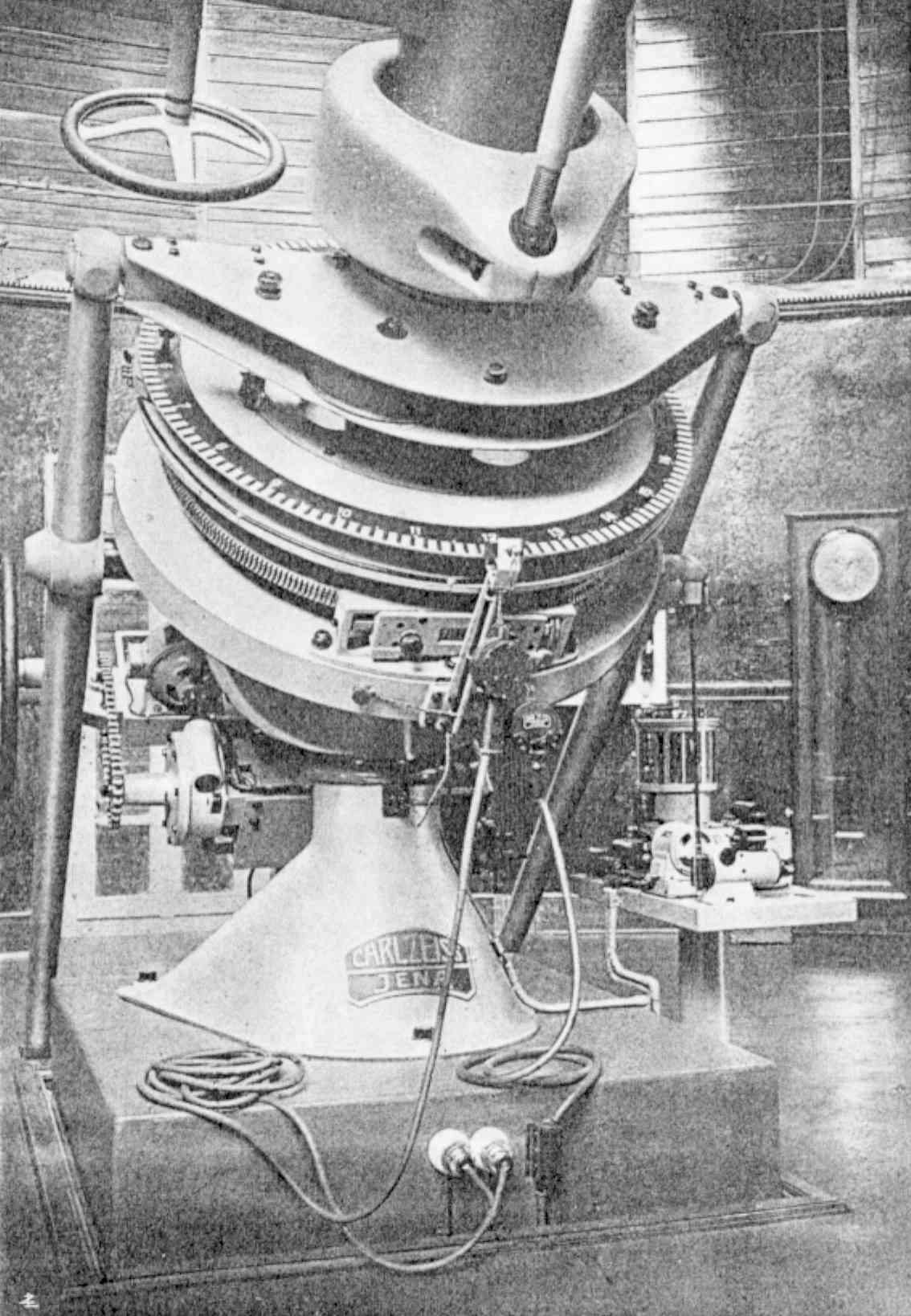
Pilastro Sud. Si notano la grande ruota dentata che trasmette il moto orario, subito sotto il cerchio graduato approssimato, e le due lunghe leve che agiscono sul collare per l'alleggerimento del peso. In basso a destra si scorge il complesso regolatore del moto orario.

Una lunga parte cava a forma di fuso diparte dal collare di alleggerimento del supporto Sud e termina con il collare di appoggio al supporto Nord. È questo l'asse polare vero e proprio. Subito dietro il collare di alleggerimento è la grande ruota dentata che trasmette all'asse il moto orario per l'inseguimento siderale controllato dal regolatore, disaccoppiabile con una frizione anulare. Dietro la ruota è il cilindro fisso che incamicia la parte terminale dell'asse tra cuscinetti di registro e lo vincola alla forca di appoggio Sud. A valle del cilindro è il gruppo meccanico che trasmette il moto rotatorio per i movimenti rapidi, connesso rigidamente all'asse incamiciato, e i cerchi graduati finemente incisi per la precisa lettura con i noni ad arco dell'angolo orario e dell'ascensione retta. All'estremo sono infine i piatti di rame su cui insiste la pettiniera dei contatti striscianti, per veicolare la corrente elettrica ai vari motori e servomeccanismi dislocati sul telescopio senza che alcun cavo abbia mai a torcersi per i movimenti; lo strumento può dunque ruotare indefinitamente.
I numerosi cuscinetti di registro che vincolano all'asse i meccanismi per la trasmissione dei moti e i cerchi graduati sono alquanto sensibili e non possono sorreggere il grande peso dello strumento. Il problema dello sgravio è risolto con un ingegnoso meccanismo di alleggerimento, ereditato dai simili ma più semplici sistemi già in uso sui telescopi del Settecento. Subito prima del cilindro che incamicia la parte terminale dell'asse v'è il grande collare sulla cui banda inferiore poggiano a dolce frizione due ampie ruote lisce ingabbiate, che cercano di sollevarlo. La loro culla è infatti ancorata all'estremo di due lunghe barre che agiscono come leve di primo genere, infulcrate ai prolungamenti destro e sinistro dei perni della forca e discendenti nel sottocupola. All'estremità opposta di queste leve complanari all'asse, quindi nella camera del basamento, sono i due contrappesi di piombo per l'ammontare di circa 1,4 tonnellate. La forza esplicata dalle leve per l'azione dei contrappesi tende a sollevare l'asse del telescopio alleggerendo la componente del peso ad esso ortogonale e che giace nel piano verticale; la componente parallela si scarica invece sul cuscinetto reggispinta del cilindro di camicia. I cuscinetti di registro vengono così del tutto liberati dalla forza peso del telescopio e possono lavorare nelle migliori condizioni.

#### Asse di declinazione

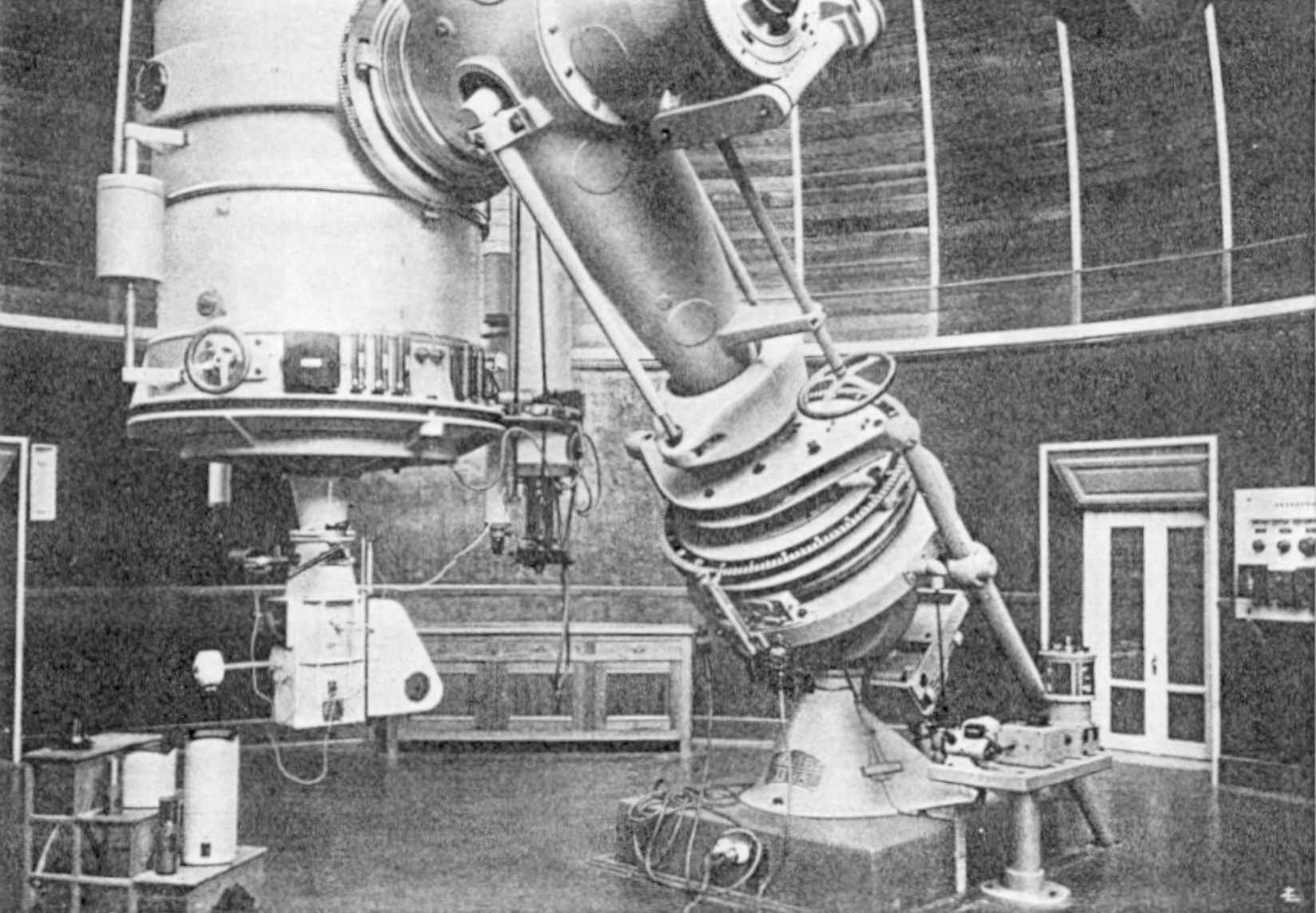
Lo spettrografo Zeiss installato al fuoco Cassegrain. Si notano il contrappeso anulare e le leve con cui esercita la forza di alleggerimento sulla fascia che abbraccia l'asse cavo, all'interno della zona centrale ove s'incrociano gli assi. In basso verso destra è il regolatore del moto orario, sulla sua tavola di supporto.

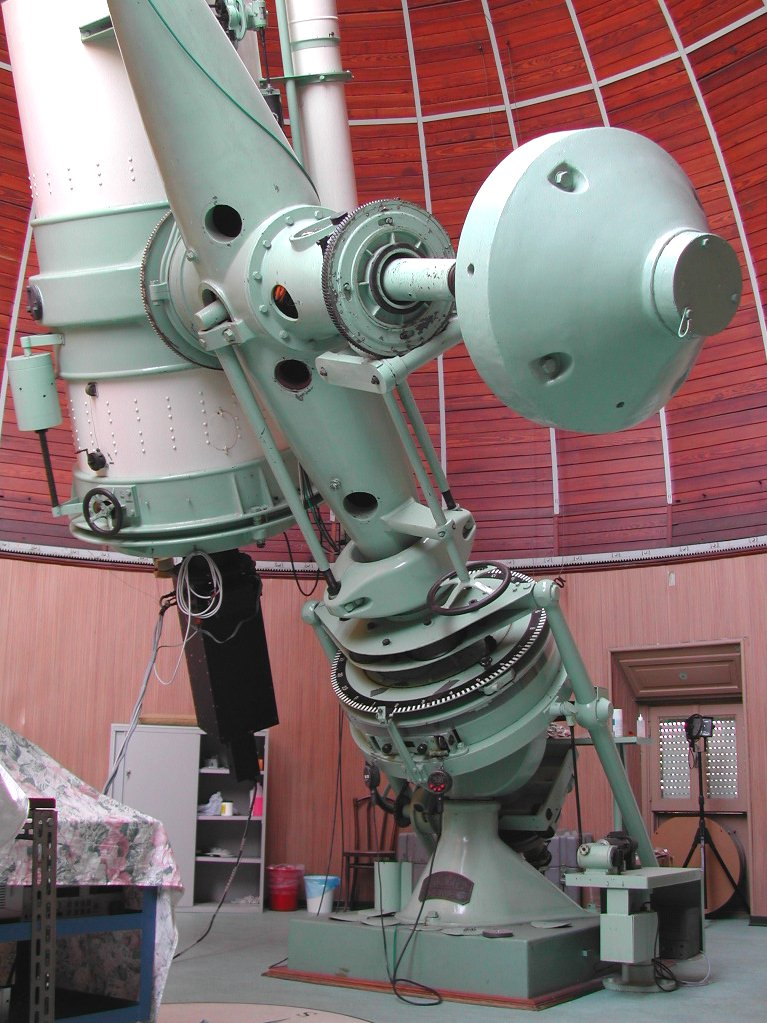
La speckle camera PISCO installata al fuoco Cassegrain. Si notano il grande contrappeso all'estremità dell'asse di declinazione, l'asse a fuso di ascensione retta e il contrappeso anulare con le due leve di alleggerimento, la ruota dentata per i movimenti rapidi in declinazione e le finestre d'ispezione degli assi e del castello, aperte per manutenzione. In basso verso destra è la tavola del moto orario con il nuovo motore controllato elettronicamente a valvole che dal 1957 sostituisce il complesso regolatore originale.

Interseca l'asse di ascensione retta nel punto mediano della sua parte fusiforme e gli è accoppiato meccanicamente, grazie a due flange contrapposte che si aprono sul fuso e le cui facce gli sono parallele. Lo compongono due elementi coassiali apparentemente disaccoppiati ma in realtà interconnessi, il primo è detto asse cavo, il secondo asse pieno. L'asse strumentale di declinazione è l'asse geometrico del primo.
L'asse cavo può pensarsi come una sorta di appendice del tubo del telescopio, ortogonale e solidale ad esso, che s'infila nelle aperture flangiate dell'asse polare e fuoriesce da banda opposta, come se fosse il secondo braccio di una croce. Alla flangia rivolta verso il tubo è connesso il grande piatto che reca sul bordo esterno il cerchio graduato grossolano di declinazione, e al suo interno il cerchio d'argento finemente inciso per la precisa lettura dell'angolo di declinazione con il nonio filare; sempre su questo piatto agisce la frizione anulare per il disimpegno dell'alidada che trasmette al tubo i movimenti fini di declinazione. Alla flangia opposta è connesso il castello che sorregge il motore e i meccanismi per la trasmissione dei moti rapidi e che alloggia i piatti di rame dei contatti striscianti, analoghi a quelli visti nell'asse di ascensione retta. All'estremità dell'asse cavo è fissata la ruota dentata che gli trasmette il moto rotatorio rapido e che alloggia la complessa frizione a eccentrici mobili.
L'asse pieno è una robusta e lunga barra di forma vagamente cilindrica e di circa 20 cm di diametro, coassiale all'asse cavo e in esso registrata da cuscinetti. Una delle due estremità, da banda del castello, è filettata e vi è impanato il grande contrappeso; l'altra è invece sdoppiata in guisa di forcella semicircolare che abbraccia la superficie interna del tubo del telescopio e si fissa alla fascia centrale di rinforzo tramite due perni, ortogonali sia all'asse del tubo sia all'asse pieno. Questi tre assi (dei perni, del tubo e di declinazione) sono tutti ortogonali tra loro e s'intersecano in un punto che è per costruzione anche il baricentro del telescopio.
Si presenta l'analogo problema di alleggerimento dei cuscinetti di registro già visto a proposito dell'asse di ascensione retta, che non possono sopportare le forze esplicate dalle componenti a loro longitudinali della notevole forza peso. La soluzione è tuttavia alquanto più complessa perché l'insieme degli eventuali contrappesi di spinta può assumere qualsiasi posizione a causa dei movimenti di ambo gli assi del telescopio. L'asse pieno reca un rigonfiamento a collare nella sua zona mediana il quale poggia a dolce frizione sulla superficie interna dell'asse cavo; la superficie esterna dell'asse cavo, nella stessa zona mediana, è abbracciata da una fascia anulare che insiste su di esso tramite cuscinetti di registro. Tutto è contenuto all'interno della parte centrale dell'asse fusiforme di ascensione retta. Alla fascia anulare è rigidamente connessa un'asta che da essa si sviluppa all'interno della metà superiore dell'asse a fuso di ascensione retta sino ad emergere sopra l'appoggio Nord, e quivi è connessa a una robusta molla che la trae. Per il tramite di quest'asta l'intera fascia anulare è allora costantemente tratta verso Nord in direzione parallela all'asse polare. Sulla medesima fascia, attraverso due finestrelle circolari dell'asse orario, agiscono anche due leve di primo genere costituite da barre esterne complanari e parallele all'asse orario e rivolte verso Sud, le cui estremità inferiori sono connesse a un contrappeso anulare che abbraccia la parte inferiore dell'asse orario e che ha sufficiente agio per giocarvi. Quale che sia la posizione del telescopio il contrappeso anulare esercita sulla fascia una forza, per il tramite delle leve, la cui direzione giace nel piano verticale ed è sempre ortogonale all'asse orario per costruzione meccanica del sistema. La risultante di queste due forze, esercitate l'una dalla molla e l'altra dal contrappeso anulare, è una forza di alleggerimento sempre verticale che sgravia i cuscinetti di registro da tutte le forze a loro longitudinali.

### Movimentazione
L'uso su ciascun asse di un solo motore per ottenere l'ampio ventaglio di velocità necessarie al proficuo impiego del telescopio, le quali spaziano dai molti gradi al secondo per i rapidi movimenti di spostamento ai pochi secondi d'arco al secondo per i fini movimenti di centratura e di guida, era oltre le possibilità dell'elettromeccanica degli anni venti; la Zeiss preferì quindi due meccanismi di moto indipendenti per ogni asse, uno per i moti rapidi e l'altro per i moti fini. Oltre questi v'è il meccanismo del moto orario, il quale agisce sul solo asse di ascensione retta per il trascinamento siderale che compensa il moto di rotazione della volta celeste.
La buona operatività del doppio meccanismo è ottenuta con il disaccoppiamento meccanico del primo dal secondo, conseguita grazie a due frizioni per asse, una automatica a eccentrici mobili e l'altra anulare a comando elettromanuale, onde garantire che il moto del primo non si propaghi mai ai rotismi del secondo e viceversa. Le frizioni elettromanuali vengono chiamate elettrofreni o più semplicemente freni poiché quando sono chiuse mantengono il telescopio connesso ai rotismi dei moti fini e quindi immobile se questi sono inattivi. I moti rapidi possono ottenersi sia a mano con i volanti che giacciono nei pressi degli assi, sia elettricamente; il meccanismo manuale è disaccoppiato da quello elettrico con un'ulteriore frizione automatica. L'insieme dei numerosi meccanismi assume una certa complessità che richiede completa padronanza del sistema e delicatezza nell'uso.
Per dirigere lo strumento verso l'astro oggetto dell'indagine si procede in due tempi. Nota dall'esperienza o dalle coordinate di catalogo la sua posizione nel cielo, si volge il telescopio verso quella zona agendo sui moti rapidi dopo aver aperto le frizioni di ambo gli assi, sino a vederlo comparire nel campo del cercatore o a leggerne sui cerchi graduati approssimati le coordinate. Si serrano a questo punto i freni e si agisce sui moti fini sino a portarlo al centro del crocicchio del cercatore o a leggerne sui cerchi finemente graduati le esatte coordinate; posto l'occhio all'oculare del rifrattore di guida si compiono infine le eventuali ultime correzioni.

#### Moti rapidi

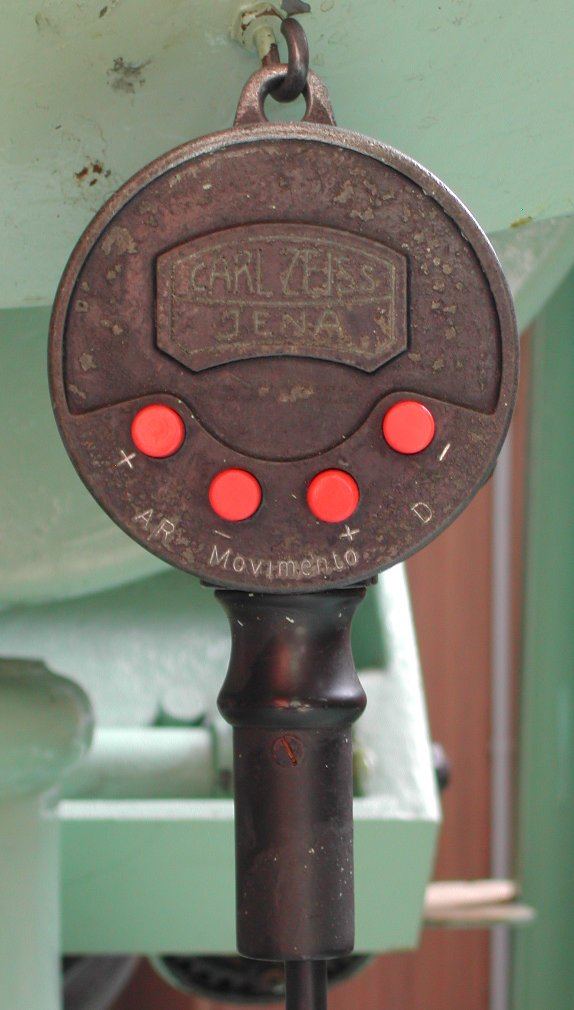
Pulsantiera dei moti rapidi

A riposo o quando è mosso dai moti fini il telescopio è del tutto disimpegnato dai meccanismi che trasmettono i moti rapidi, grazie alle frizioni automatiche a eccentrici mobili, ed è invece di regola connesso a quelli che trasmettono i moti fini. Per agire sui rapidi si procede dapprima all'apertura dei freni per disimpegnarlo dai fini, e dappoi si azionano i motori o i volanti manuali. L'accoppiamento del moto rapido agli assi avviene gradualmente tramite le frizioni a eccentrici che realizzano per via meccanica il progressivo e dolce spunto.
Il sistema è in sostanza identico per ambo gli assi e impiega motori trifase, in origine a 220V, poi convertiti a 380V con l'unificazione delle tensioni elettriche avvenuta a partire dal dopoguerra e conclusasi in tutto il territorio nazionale solo nel 1965. I motori agiscono su viti senza fine che s'impanano sulle grandi ruote dentate connesse agli assi tramite le frizioni a eccentrici e sono comandati da una pulsantiera a quattro pulsanti: una coppia per l'ascensione retta e una coppia per la declinazione, in ciascuna coppia uno per il moto diretto e uno per il moto inverso. Non sono previsti finecorsa né altri sistemi di arresto d'emergenza: la sicurezza del telescopio è lasciata alla perizia e al buon senso dell'operatore.

#### Moti fini
Più complicati sono i meccanismi, alquanto diversi per l'asse di ascensione retta e per quello di declinazione, che trasmettono allo strumento i movimenti micrometrici chiamati moti fini. In ambo gli assi il moto rotatorio dell'albero del rispettivo motore, in corrente continua a 110V e la cui velocità è costante, è demoltiplicato per mezzo di un riduttore meccanico a due rapporti con ingranamento elettromagnetico, comandato dalla pulsantiera dei moti fini. Quando è innestato il rapporto più lungo si ottiene la velocità di aggiustamento, utile per i piccoli movimenti di centratura degli oggetti nel campo del telescopio principale; quando è innestato il rapporto corto si ottiene invece la velocità di richiamo, necessaria per le più fini correzioni delle inevitabili anomalie d'inseguimento in sede di guida durante le lunghe pose fotografiche o le riprese a lunghissima focale.
La pulsantiera di comando dispone di quattro pulsanti, di un commutatore e di un interruttore. Una coppia di pulsanti comanda il motore per l'ascensione retta, l'altra coppia quello per la declinazione; in ciascuna coppia uno aziona il moto diretto e l'altro il moto inverso. Da un lato v'è il commutatore di velocità che comanda i riduttori meccanici, a due posizioni: presto per innestare i moti di aggiustamento, lento per innestare quelli di richiamo. Sull'altro lato v'è un interruttore che comanda gli elettromagneti del differenziale per il disimpegno rapido del moto orario, utile quando si voglia sospendere l'inseguimento siderale senza fermare l'alquanto complesso regolatore.

##### Sull'asse di ascensione retta
I piccoli movimenti micrometrici dell'ascensione retta devono in qualche modo potersi sovrapporre al moto di trascinamento orario, che per il normale uso del telescopio è sempre inserito. La sovrapposizione è resa possibile grazie a un differenziale meccanico, il quale per i moti di richiamo somma o sottrae la velocità dell'albero dei moti fini da quella dell'albero del regolatore del moto orario, mentre per i moti di aggiustamento disimpegna del tutto il moto orario e collega rigidamente l'albero dei moti fini all'albero d'uscita. Questo sofisticato meccanismo permette di ottenere risposte istantanee ai comandi dell'operatore quando sono necessarie le più fini correzioni, e al contempo riduce alquanto l'usura del differenziale e il rumore poiché evita che le sue componenti raggiungano velocità eccessive.
L'albero di uscita del differenziale aziona per mezzo di opportuni rinvii a ingranaggi due viti senza fine in presa da bande opposte sulla grande ruota dentata, che è posta subito sotto il collare di alleggerimento dell'asse di cui si è detto a proposito della montatura.

##### Sull'asse di declinazione
I moti fini per i movimenti in declinazione sono trasmessi con il tipico sistema dell'alidada. Essa si accoppia all'asse di declinazione per mezzo della frizione anulare, chiamata anche freno in declinazione per i motivi già illustrati, e al tubo del telescopio per mezzo di tre madreviti a passo diversificato entro le quali ruotano le viti senza fine di manovra. Quando il freno è chiuso il telescopio è quindi rigidamente connesso all'asse di declinazione per mezzo dell'alidada.
Il moto rotatorio dell'albero in uscita dal riduttore viene trasmesso con opportuni rinvii a ingranaggi alle tre viti senza fine che s'impanano nelle madreviti. La loro rotazione provoca il moto relativo del tubo rispetto all'alidada, immediato e scevro da giochi grazie ai passi differenziati che annullano il passo morto, e realizza i piccoli spostamenti di aggiustaggio e di richiamo.

#### Moto orario

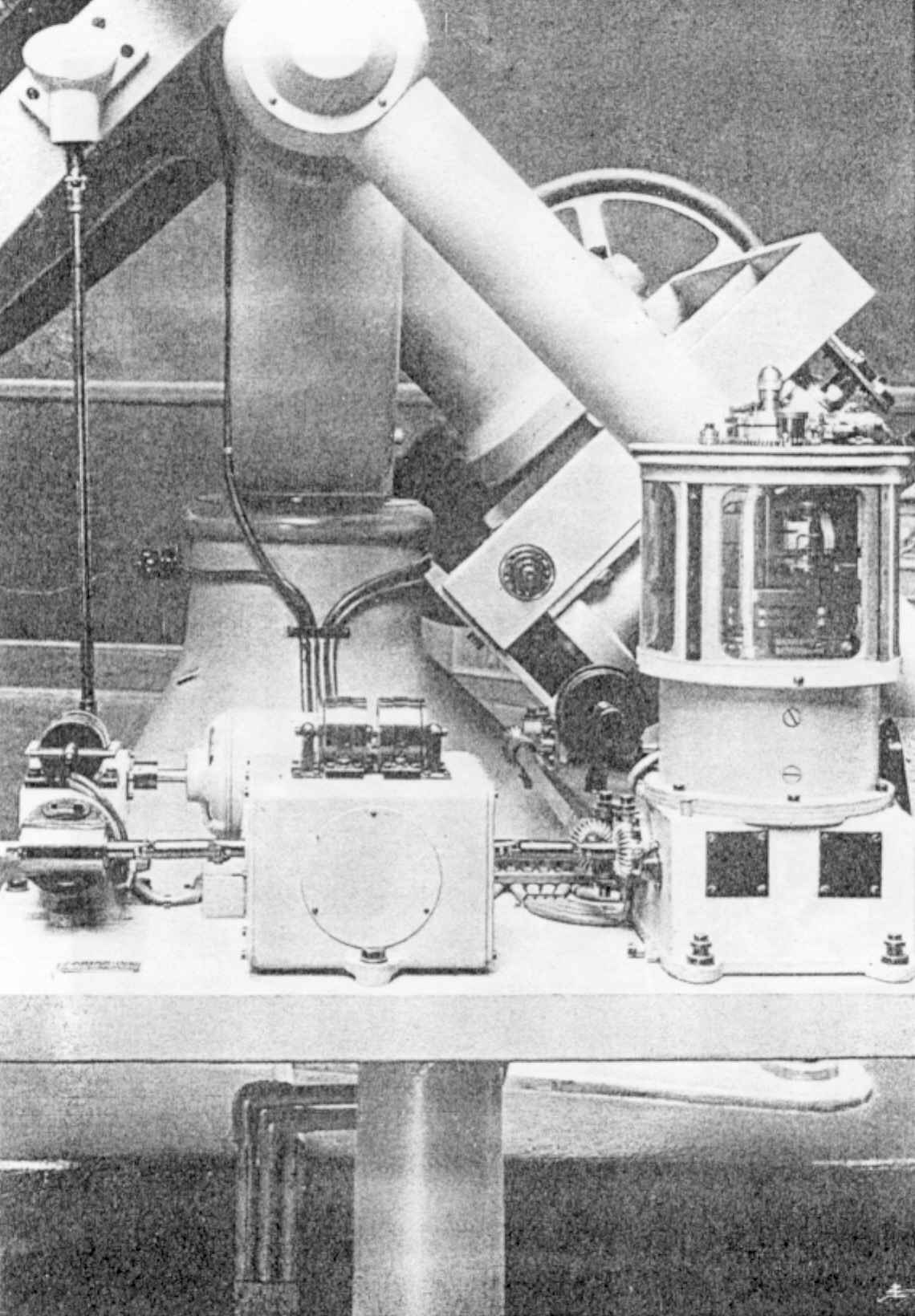
Tavola del regolatore del moto orario. Si notano: a sinistra il riduttore meccanico a due velocità e l'albero verticale di trasmissione del moto alla corona, al centro in primo piano il differenziale, in secondo piano il motore dei moti di aggiustamento e di richiamo, a destra il regolatore. Nel regolatore si notano: attraverso le finestre il sistema centrifugo; sul cielo al centro la torre dei piatti oscillanti e la manopola di regolazione delle molle a coltello, a destra il magnete di comando dell'ancoretta; subito a sinistra della base l'albero di uscita e il rinvio cardanico per il movimento del cerchio dei noni.

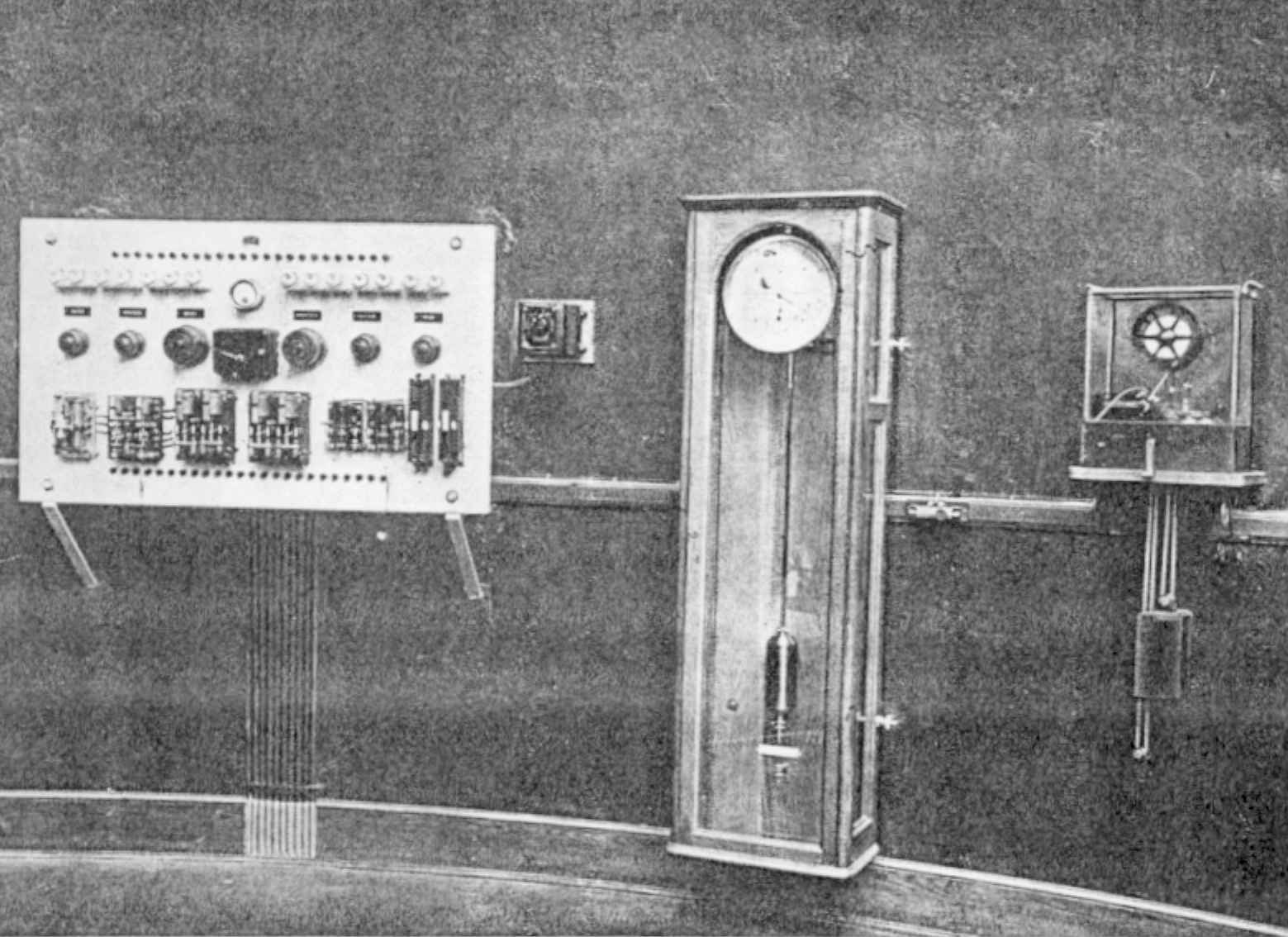
Quadro elettrico Zeiss, pendolo Mioni e cronografo. Al centro del quadro elettrico si nota la resistenza reostatica di campo per il motore del regolatore del moto orario, subito sopra è il voltmetro.

Il gruppo dei meccanismi per i moti fini di ascensione retta e per il moto orario, costituito dal regolatore, dal motore per i movimenti di richiamo e aggiustaggio, dal riduttore a due rapporti e dal differenziale, giace per intero sulla tavola del regolatore. È questa una robusta tavola metallica poggiata su un sostegno a colonna e dislocata a lato del pilastro Sud, a circa 50 centimetri di altezza dal pavimento. Dalla tavola diparte l'alberino verticale che tramite rinvii cardanici trasmette il moto rotatorio dall'uscita del differenziale al sistema di viti senza fine che agiscono sulla grande corona dentata dell'asse di ascensione retta.
Il regolatore del moto orario è il meccanismo di più straordinaria complessità elettromeccanica tra quelli che compongono questo telescopio. Il suo scopo è molteplice: generare il moto d'inseguimento degli astri per compensare la rotazione della volta celeste, controllarne e regolarne la velocità affinché l'inseguimento sia il più possibile accurato, generare il moto per la movimentazione del cerchio finemente inciso dei noni graduati, generare il treno d'impulsi per la corrente che comanda l'azionamento elettrico delle frizioni.
È costituito da tre parti di forma geometrica ben distinta. Dalla base a cubo s'innalza un corpo cilindrico di circa 25 centimetri di diametro la cui metà superiore si allarga e reca ampie aperture a finestra protette da un vetro trasparente, attraverso le quali è possibile osservare i meccanismi della regolazione centrifuga di velocità. La metà inferiore contiene il motore in corrente continua a 110V, il cui asse verticale esce verso l'alto e s'innesta nel regolatore centrifugo. Il basamento contiene i necessari rinvii meccanici, l'uscita dell'albero di trazione che s'innesta nel differenziale, e a lato il generatore meccanico della corrente pulsante per gli elettrofreni.
La corrente per il funzionamento del motore può essere regolata in tensione tramite una resistenza reostatica di campo installata sul quadro elettrico, per compensare l'instabilità e la mutevolezza della tensione di rete degli anni venti e garantire così i 110V nominali di alimentazione. A regime la velocità del motore è costante e il più possibile simile a quella che, considerate le numerose riduzioni meccaniche frapposte tra il motore e l'asse si ascensione retta del telescopio, corrisponde a una rotazione completa dell'asse in 23 ore 56 minuti 4 secondi, che è il periodo del giorno siderale. Tuttavia questa velocità non può mai dirsi perfettamente costante per numerosi motivi, tra cui l'instabilità residua dell'alimentazione e la variabilità degli attriti in gioco a causa del variare della temperatura durante la sessione osservativa. La sua regolazione è compiuta per via elettromeccanica dal regolatore centrifugo alloggiato nella parte superiore del cilindro.
È esso un complicato meccanismo centrifugo che in sintesi può pensarsi come un piatto rotante sopra il quale gioca una sfera sospesa di ottone vincolata radialmente con una lamina a un collare lasco che abbraccia l'asse motore e che a sua volta è vincolato al piatto tramite due molle a coltello che esplicano su di esso la loro forza con un sistema di leve. Quando il piatto è in rapida rotazione questa sfera, per la forza centrifuga cui è soggetta, tende a vincere la forza delle molle e ad allontanarsi radialmente dall'asse di pochi centesimi di millimetro. Ciò è possibile poiché il collare è lasco sull'albero e ammette un certo agio radiale. L'eccessivo allontanamento, indice di un'eccessiva velocità di rotazione, provoca da parte della sfera la chiusura di un contatto elettrico che sospende l'alimentazione del motore. Quando ciò accade il motore procede per inerzia e rallenta, il piatto rallenta e ciò diminuisce la forza centrifuga che agisce sulla sfera, essa inizia a riavvicinarsi all'asse, il contatto si riapre, il motore riceve di nuovo l'alimentazione e riaccelera. In condizioni di regime il sistema giace quindi in equilibrio instabile e regola la velocità con una sorta di modulazione di larghezza d'impulso (PWM) realizzato per pura via elettromeccanica grazie alla sfera che oscillando in senso radiale apre e chiude continuamente il circuito del motore. Una manopola esterna, collocata sopra il cielo della camera cilindrica, permette di variare la tensione delle molle a coltello che vincolano il collare e consente perciò la fine taratura del complesso centrifugo per adattarlo alle mutevoli condizioni di temperatura.
Il sistema sin qui descritto abbisogna di un controllo esterno che possa rilevare gli eventuali minuscoli errori di velocità residui, per esempio per la cattiva regolazione della tensione delle molle tramite la manopola di comando o del valore della resistenza di campo per colpa dell'operatore, e compensarli con una retroazione. Tale controllo esiste e si esplica grazie a un ingegnoso meccanismo di piatti rotanti attorno al loro asse e oscillanti lungo la verticale, posto all'esterno sul cielo della camera cilindrica e controllato dal segnale elettrico inviato ogni due secondi da un orologio a pendolo di grande precisione. In estrema e alquanto semplificata sintesi il controllo opera come segue. Un asse coassiale all'asse motore e demoltiplicato rispetto ad esso emerge dalla camera cilindrica del regolatore centrifugo sopra il suo cielo e s'innesta su una torre esterna che ivi giace, costituita da una coppia d'ingranaggi su cui poggia a dolce frizione una coppia di piatti in ottone avvitati l'uno nell'altro grazie a un'elica di passo lungo; questi quattro elementi sono tutti coassiali l'uno all'altro e hanno diametri simili. Grazie a un complicato gioco basato sulle differenze di velocità dei due ingranaggi, sullo scivolamento a dolce frizione dell'uno sull'altro e dei piatti sull'ingranaggio superiore, sul nasello radiale di un piatto e su un'ancoretta laterale mossa da un elettromagnete comandato dal segnale del pendolo l'intera torre ruota di norma alla velocità dell'asse e i piatti giacciono uno poggiato sull'altro. Se la velocità di rotazione perde l'esattezza che le è caratteristica svanisce anche il sincronismo tra il nasello del piatto e l'ancoretta comandata dal pendolo, la quale blocca allora la rotazione del piatto superiore agendo sul nasello e tale piatto s'innalza poiché tende a svitarsi sulla vite a lungo passo di quello sottostante, che ruota ancora. Un opportuno sistema di naselli garantisce che quest'azione duri al più per un giro completo soltanto, onde evitare che il piatto si disimpegni dalla sua vite e il meccanismo s'inceppi. Sollevandosi, il piatto innalza una leva a forcella che gli è poggiata sopra e che scivola su un cuscinetto, la quale per mezzo di altre leve di rinvio agisce all'interno della sottostante camera del regolatore centrifugo sulla tensione delle molle a coltello la cui forza equilibra la forza centrifuga cui è soggetta la sfera.
Il sistema di controllo, quindi, funziona per la retroazione esplicata sul regolatore centrifugo da questo meccanismo correlato al pendolo e quindi assoluto rispetto al telescopio. Tutto questo, naturalmente, è in funzione del valore impostato per la resistenza reostatica di campo, della posizione della manopola che regola la tensione a riposo delle molle a coltello, della temperatura ambientale e degli attriti interni del regolatore. Da ciò si evince come il perfetto funzionamento del moto orario sia un delicato e sensibile equilibrio perseguibile dall'operatore solo con la perizia e l'esperienza.

## Caratteristiche tecniche
- Apertura: 102 centimetri

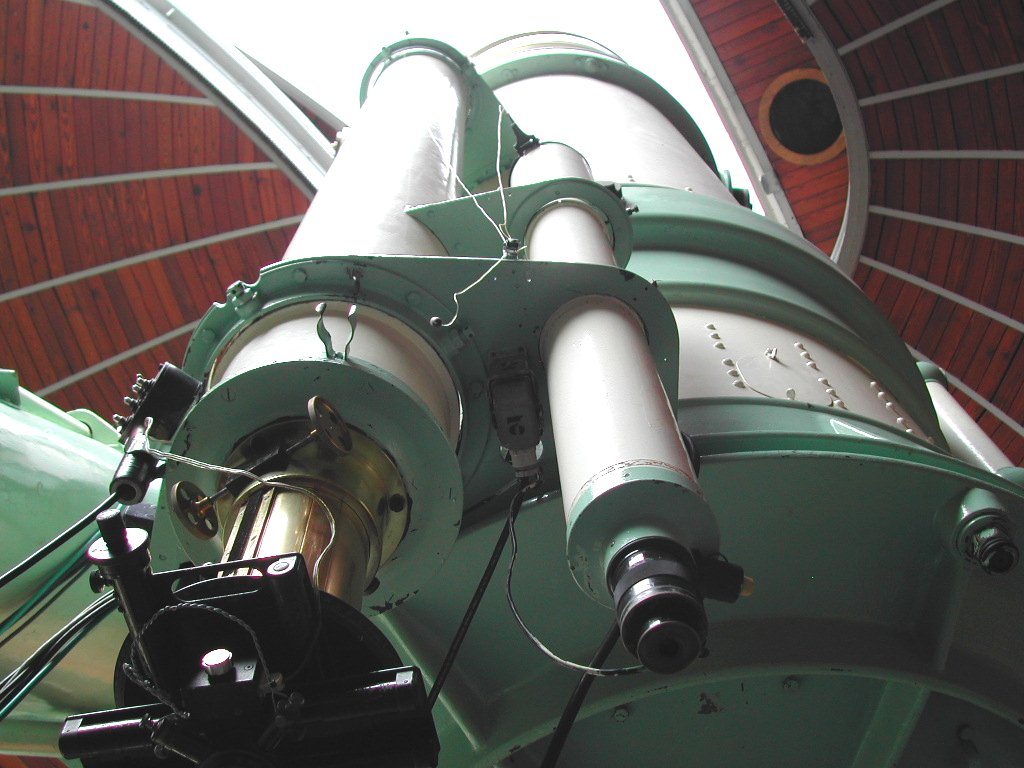
Il principale con il rifrattore di guida e il cercatore

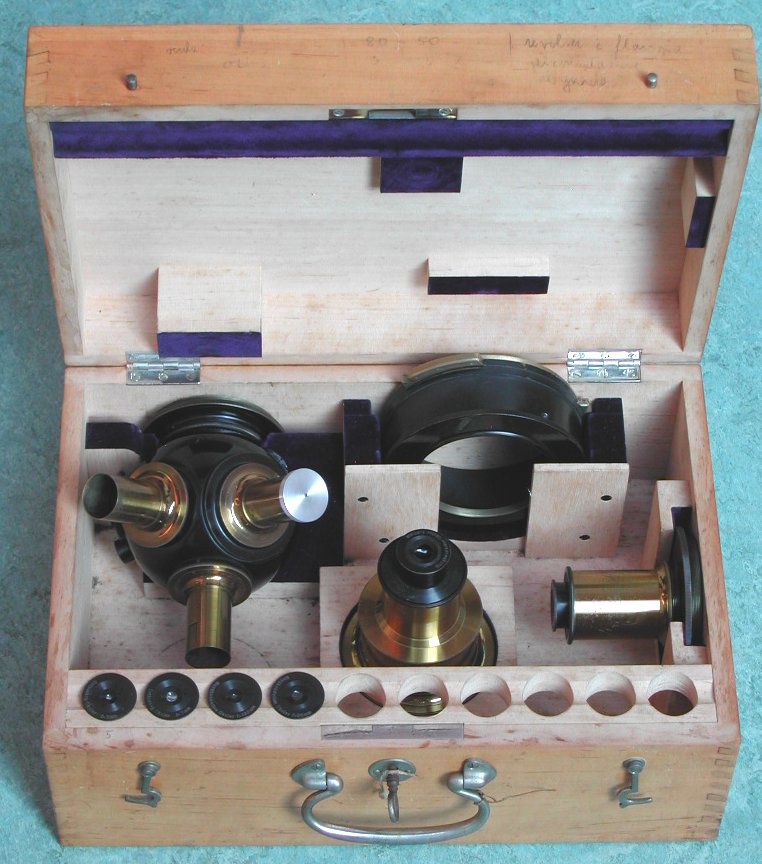
Cassetta portaoculari del riflettore. Si notano a sinistra la torretta, al centro l'Huygens da 80mm, a destra l'Huygens da 50mm, nella rastrelliera gli ortoscopici.

- Focale in configurazione Newton: 5 metri (f/5)
- Focale in configurazione Cassegrain: 16,25 metri (f/16,2)

### Specchio principale parabolico
- Diametro utile: 102 centimetri
- Focale: 5 metri
- Vetro crown della ditta Saint-Gobain, lavorazione Zeiss
- Spessore al bordo: 17 centimetri
- Spessore al centro: 15,7 centimetri
- Equazione della parabola meridiana riferita all'asse ottico: {\displaystyle y^{2}=2000x}
- Equazione del cerchio meridiano osculatore con fuoco parassiale riferita all'asse ottico: {\displaystyle y^{2}=(2000-x)x}

### Specchio secondario piano a sezione ellittica per la configurazione Newton
- Asse minore: 31 centimetri
- Asse maggiore: 44 centimetri
- Spessore: 6 centimetri

### Specchio secondario iperbolico per la configurazione Cassegrain
- Diametro: 28 centimetri
- Focale: -195 centimetri
- Spessore al centro: 4,5 centimetri
- Equazione dell'iperbole meridiana riferita all'asse ottico: {\displaystyle y^{2}=2{,}57x^{2}+780x}
- Equazione del cerchio meridiano osculatore con fuoco parassiale riferita all'asse ottico: {\displaystyle y^{2}=-x^{2}+780x}

### Rifrattore di guida
- Diametro della lente obiettivo: 20 centimetri
- Focale: 301 centimetri (f/15)

### Cercatori
- Diametro della lente obiettivo: 120 millimetri
- Focale: 960 millimetri (f/8)
- Oculare fisso: Kellner Zeiss, 60 millimetri di focale
- Ingrandimento: 16x
- Campo di vista: 2,5°

### Corredo di oculari

#### Per il riflettore
- Huygens Zeiss: 150 mm, 80 mm, 50 mm, 25 mm e 12,5 mm
- Ortoscopici Zeiss: 7 mm e 5 mm

#### Per il rifrattore
- Ortoscopici Zeiss con reticolo filare in tela di ragno: 25 mm, 12 mm, 9 mm

#### Per il cercatore
- Kellner Zeiss con reticolo filare, 60 millimetri di focale

### Pubblicazioni osservative recenti
- (EN) Speckle observations with PISCO in Merate - I. Astrometric measurements of visual binaries in 2004, su adsabs.harvard.edu.
- (EN) Speckle observations with PISCO in Merate - II. Astrometric measurements of visual binaries in 2004, su adsabs.harvard.edu.
- (EN) A definitive orbit for the visual binary ADS 8630 γ Virginis, 2006, su adsabs.harvard.edu.
- (EN) Speckle observations with PISCO in Merate - III. Astrometric measurements of visual binaries in 2005 and scale calibration with a grating mask, su adsabs.harvard.edu.
- (EN) Speckle observations with PISCO in Merate - IV. Astrometric measurements of visual binaries in 2005, su adsabs.harvard.edu.
- (EN) Speckle observations with PISCO in Merate - V. Astrometric measurements of visual binaries in 2006, su adsabs.harvard.edu.
- (EN) Speckle observations with PISCO in Merate - VI. Astrometric measurements of visual binaries in 2006, su adsabs.harvard.edu.
- (EN) Speckle observations with PISCO in Merate - VII. Astrometric measurements of visual binaries in 2007, su adsabs.harvard.edu.
- (EN)  Speckle observations with PISCO in Merate - VIII. Astrometric measurements of visual binaries in 2007 and new orbits of the multiple system Zeta Aqr (accepted)